# The Crow (2024)
The Crow ist eine US-amerikanische Fantasy-Comicverfilmung von Regisseur Rupert Sanders, die am 23. August in die US-amerikanischen und am 12. September 2024 in die deutschen Kinos kam. Der Film basiert auf der gleichnamigen Graphic Novel von James O’Barr und ist eine Neuverfilmung von The Crow – Die Krähe aus dem Jahr 1994. In der titelgebenden Hauptrolle ist Bill Skarsgård als Eric Draven zu sehen.

## Handlung
Die junge Musikerin Shelly ist auf der Flucht. Gemeinsam mit ihren Freunden Zadie und Dorm versteckt sie sich vor dem skrupellosen Geschäftsmann Vincent Roeg, der ein von den Untergetauchten gedrehtes Beweisvideo in seinen Besitz bringen möchte. Auf der Aufnahme ist zu sehen, wie Roeg allein mithilfe seiner Stimme unschuldige Personen zum Suizid verleiten kann – eine Fähigkeit, die er vor Jahrhunderten vom Teufel im Tausch gegen ewiges Leben bekommen hat. Zeitgleich als Roegs Gefolgsleuten Zadie fangen und ermorden, wird Shelly wegen Drogenbesitzes in eine Rehaklinik eingewiesen. Dort lernt sie den Insassen Eric kennen, zu dem sie sich schnell hingezogen fühlt.
Die in ihrem Schicksal vereinten Eric und Shelly beginnen schon bald eine vertraute Beziehung miteinander. Als Roegs Gefolgsleute in der Einrichtung auftauchen, beschließen beide daher, gemeinsam abzuhauen. Nach einiger Zeit auf der Flucht wird Shelly jedoch von ihrer Vergangenheit eingeholt. Roegs Männer nehmen beide gefangen und ermorden das junge Liebespaar. Eric erwacht daraufhin in einer Zwischenwelt, wo er auf den Geist Kronos trifft. Dieser offenbart ihm, dass eine Seele von einer Krähe ins Leben zurückgebracht werden kann, wenn ihr vor dem Tod etwas besonders Schreckliches widerfahren ist. Mit der Aussicht, Shelly retten zu können, wenn er nur Vincent Roeg und alle seine Handlanger tötet, kehrt Eric als blutiger Rächer in die Wirklichkeit zurück. Seine neue Fähigkeit, nicht sterben zu können, wird von Kronos allerdings an die Bedingung geknüpft, dass Erics Liebe zu Shelly stets rein bleiben muss.
Auf seinem Rachefeldzug kämpft sich Eric durch die Anhängerschaft von Roeg, darunter auch Shellys eigene Mutter Sophia. Als ihm das Beweisvideo in die Hände fällt, sieht er, wie einst auch Shelly von Roeg zu einem Mord verleitet wurde. Als er seine Liebe zu ihr anzweifelt und angeschossen wird, stirbt Eric und erwacht erneut in der Zwischenwelt. Kronos offenbart ihm daraufhin einen letzten Ausweg, Shelly zu retten, indem Eric nun seine Seele gegen ihre eintauscht. Eric akzeptiert das Angebot und kehrt abermals ins Leben zurück.
In einer Oper schaltet Eric mit Marian auch die letzte Anhängerin von Roeg aus, von der er zuvor noch den Aufenthaltsort ihres Auftraggebers erfahren konnte. Auf Roegs Landsitz kommt es zum Kampf zwischen beiden, bei dem Roeg Eric seiner übernatürlichen Fähigkeiten berauben möchte. Bei einer finalen Konfrontation in der Zwischenwelt kann Eric seinen Widersacher töten, woraufhin Eric und Shelly kurzzeitig wiedervereint werden. Die junge Musikerin erwacht wenig später am Ort ihres Ablebens und muss feststellen, dass Eric verstorben ist.

## Produktion

### Gescheiterte Realisierungsversuche

#### Anfänge und erste Pläne mit Bradley Cooper

Edward R. Pressman – Produzent des Originalfilms – war ab 2008 auch die treibende Kraft hinter der Neuverfilmung.

Nachdem sich seit 2007 eine Neuverfilmung von The Crow – Die Krähe basierend auf dem gleichnamigen Graphic Novel von James O’Barr in Arbeit befunden hatte, wurde im Dezember 2008 mit Stephen Norrington ein Regisseur und Drehbuchautor verpflichtet. Der Filmemacher wollte sich nach mehreren Jahren Abstinenz wieder verstärkt dem Independent-Film zuwenden und sich mit einer „realistischen, scharfkantigen, mysteriösen und fast dokumentarischen“ Inszenierung von The Crow vom stilisierten Gothic-Originalfilm abgrenzen. Als Produzent sollte neben Edward R. Pressman auch Ryan Kavanaugh fungieren, dessen Produktionsunternehmen Relativity Media sich in Verhandlungen über die weltweiten Vertriebsrechte und die Finanzierung des Projekts befand. Kavanaugh gab im November 2009 an, dass dem Filmprojekt offiziell grünes Licht erteilt wurde und man sich gerade im Castingprozess befinde. Außerdem erklärte er, dass es sich bei The Crow nicht einfach nur um ein Remake, sondern gleich um den Neustart eines ganzen Franchise handele, in dem Hauptfigur Eric Draven ein düsterer Superheld sei.
Ende 2010 lehnte Mark Wahlberg die titelgebende Hauptrolle des Eric Draven ab, während Nick Cave zur Überarbeitung des Drehbuchs engagiert wurde. Wenig später verließ Regisseur Norrington das Projekt, woraufhin der freie Regieposten im April 2011 mit Juan Carlos Fresnadillo besetzt wurde. Mit der Verpflichtung von Fresnadillo stießen auch die Produzenten Jeff Most, Enrique López Lavigne und Belén Atienza zum Produktionsteam hinzu; außerdem wurde die Hauptrolle mit Bradley Cooper besetzt. Die für Herbst 2011 angesetzten Dreharbeiten kamen allerdings nicht zustande, da unter anderem die Weinstein Company das Produktionsunternehmen Relativity Media verklagte und angab, selbst die weltweiten Vertriebsrechte an der Neuverfilmung zu halten. Außerdem musste Cooper das Filmprojekt aus Termingründen verlassen, woraufhin Channing Tatum, Ryan Gosling und erneut Mark Wahlberg in den Kandidatenkreis für die Hauptrolle rückten. Im Juni 2011 wurde Alex Tse als neuer Drehbuchautor vorgestellt, ehe Regisseur Fresnadillo die Produktion im Oktober des Jahres verließ.

#### Erfolglose Umsetzungen mit Luke Evans und Jack Huston
Der Rechtsstreit zwischen der Weinstein Company und Relativity Media konnte im Januar 2012 nach einem Schiedsverfahren beigelegt werden. Beide Parteien zogen die gegenseitigen Vorwürfe zurück und gaben an, zukünftig gemeinsam an The Crow arbeiten zu wollen. Noch im selben Monat wurde mit F. Javier Gutiérrez der insgesamt dritte Regisseur und mit Jesse Wigutow der vierte Drehbuchautor verpflichtet. Im Folgejahr kamen Berichte auf, nach denen sich James McAvoy, Tom Hiddleston und Alexander Skarsgård im Kandidatenkreis für die Hauptrolle befunden haben sollen, während das Drehbuch fortan von Cliff Dorfman stammte. Im Mai 2013 wurde schließlich Luke Evans als Eric Draven gecastet.

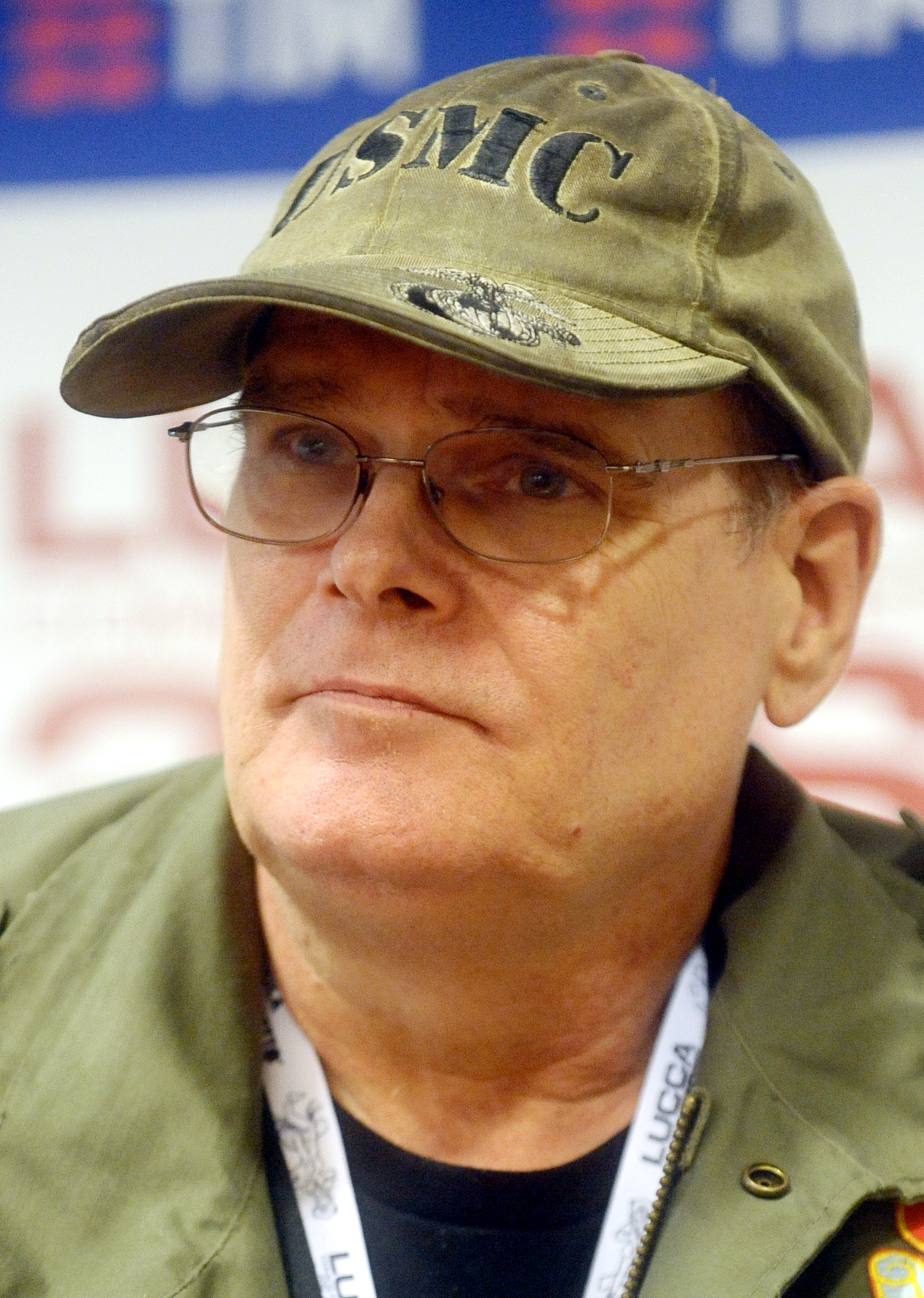
The-Crow-Comicautor James O’Barr war zwischenzeitlich in beratender Funktion tätig.

Evans äußerte sich nach seiner Besetzung, die Neuverfilmung von The Crow werde die Erzählung modernisieren, bleibe im Grunde aber die gleiche Geschichte. Aufgrund seiner Verpflichtungen bei anderen Filmprojekten sollten die Dreharbeiten zu diesem Zeitpunkt erst im Anfang 2014 beginnen. Mitte 2013 wurde The-Crow-Comicautor James O’Barr als Berater für die Filmproduktion engagiert. O’Barr stand der Neuverfilmung zunächst kritisch gegenüber, da er The Crow – Die Krähe für nicht zu übertreffen hielt und das filmische Erbe von Hauptdarsteller Brandon Lee bewahren wollte. Regisseur Gutiérrez konnte ihn schließlich davon überzeugen, kein Remake des Originalfilms, sondern eine 1-zu-1-Adaption des Comics machen zu wollen. Daraufhin sagte O’Barr einer Beteiligung am Film zu, forderte aber die volle kreative Kontrolle über den Soundtrack und ein Mitspracherecht bei Castingentscheidungen sowie dem Drehbuch. Der Comicautor gab an, die Neuverfilmung erinnere stilistisch eher an Taxi Driver oder einen John-Woo-Film.
Ende 2013 waren sowohl Norman Reedus als auch Kristen Stewart für Filmrollen im Gespräch. Im Folgejahr verließ Regisseur Gutiérrez das Filmprojekt, um stattdessen den Horrorfilm Rings zu inszenieren, woraufhin der freie Regieposten mit Corin Hardy besetzt wurde. Anfang 2015 kehrte auch Hauptdarsteller Luke Evans der Neuverfilmung den Rücken, da kein Startdatum in Sicht war und er sich fortan anderen Projekten widmen wollte. Bereits Ende Februar 2015 wurde die Hauptrolle mit Jack Huston neubesetzt. Zu dieser Zeit zählten neben Edward R. Pressman, Ryan Kavanaugh sowie Jeff Most auch Kevin Misher und Jeff Waxman zu den Produzenten; das Drehbuch stammte von Claire Wilson. Im Frühjahr des Jahres erfolgten Verhandlung mit Forest Whitaker und Andrea Riseborough über Rollen im Film; letztere sollte dabei eine weibliche Version des Antagonisten Top Dollar porträtieren. Noch bevor die Dreharbeiten im Herbst 2015 in den Pinewood Studios nahe Cardiff beginnen konnten, musste Hauptdarsteller Huston die Produktion aufgrund von Terminüberschneidungen mit anderen Projekten wieder verlassen. Als Ersatz wurden unter anderem Nicholas Hoult und Jack O’Connell gehandelt.

#### Insolvenz und ein neuer Anlauf mit Jason Momoa
Im Zuge der Insolvenz des Produktionsunternehmens Relativity Media wurde die Vorproduktion im Vereinigten Königreich Ende Juli 2015 endgültig gestoppt. Obwohl Relativity Media weiterhin betonte, den Film umsetzen zu wollen, verließen mehrere hochrangige Stabsmitglieder die Produktion. James O’Barr bekräftigte im Folgemonat schließlich, dass die Neuverfilmung definitiv umgesetzt werde und man nach einem neuen Filmstudio suche, das den Film finanziere. Nichtsdestotrotz blieb Relativity Media die treibende Produktionsfirma hinter The Crow, da Produzent Edward R. Pressman das Unternehmen vertraglich daran hinderte, die Rechte am Film im Zuge des Insolvenzverfahrens zu veräußern. Als neuer Drehbeginn wurde zunächst das erste Quartal 2016 anvisiert, bis sich der neue Relativity-Leiter Dana Brunetti im März des Jahres von Regisseur Corin Hardy trennte. Die Vertragsauflösung verursachte einen weiteren Rechtsstreit zwischen Relativity Media und Produzent Pressman, der dem Produktionsunternehmen sämtliche Rechte am Franchise entziehen wollte.
Als Folge des Streits kehrte Regisseur Corin Hardy im August 2016 zum Film zurück, während die Hauptrolle mit Jason Momoa besetzt wurde. Relativity Media stieg im November desselben Jahres aus der Produktion aus, woraufhin die Rechte an Samuel Hadidas Davis Films, die Highland Film Group und Electric Shadow gingen. Die drei Produktionsunternehmen wollten die Neuverfilmung finanzieren, ab 2017 produzieren und unter dem Titel The Crow Reborn vermarkten. Sony Pictures Entertainment sicherte sich im Folgejahr die internationalen Vertriebsrechte am Film und kündigte den 11. Oktober 2019 als Starttermin an. Nur wenige Wochen bevor die Dreharbeiten Mitte 2018 in Budapest beginnen sollten, stieg Sony aufgrund kreativer Differenzen mit Produzent Samuel Hadida wieder aus der Produktion aus. In direkter Folge verließen auch Regisseur Corin Hardy und Hauptdarsteller Jason Momoa die The-Crow-Neuverfilmung.

### Umsetzung mit Bill Skarsgård

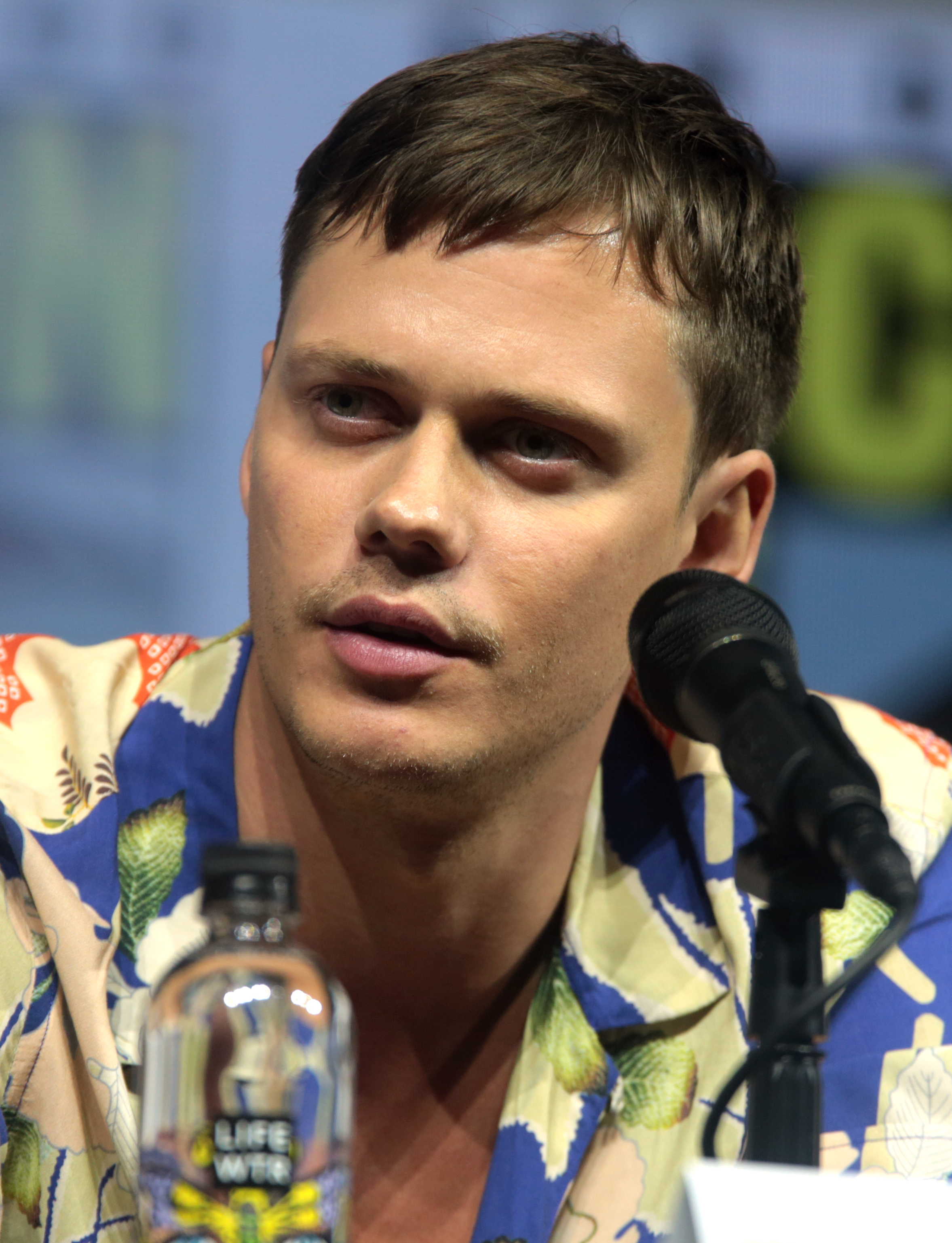
Bill Skarsgård verkörpert die titelgebende Hauptfigur.

Im Januar 2020 begann ein weiterer Entwicklungsprozess für eine Umsetzung. Anfang April 2022 wurde Rupert Sanders als neuer Regisseur vorgestellt, während das Drehbuch nun von Zach Baylin und Will Schneider geschrieben wurde. Sanders äußerte sich über das Filmprojekt, es sei für ihn eine große Ehre, James O’Barrs „ikonischen Comic“ neuinterpretierten zu dürfen. Die Vorlage sei eine schöne, düstere, poetische und manchmal verstörende Geschichte über Liebe, Verlust, Trauer und Rache, die er mit einem modernen Ton verbinden möchte. Als Darsteller für die titelgebende Hauptrolle Eric Draven konnte Bill Skarsgård verpflichtet werden. Victor Hadida, Molly Hassell, John Jencks, Edward R. Pressman und Samuel Hadida waren als Produzenten für Hassell Free Productions, Electric Shadow Company, Davis Films und Edward R. Pressman Film Corporation in Zusammenarbeit mit 30WEST tätig. Im Mai 2022 wurden die internationalen Vertriebsrechte am Film über die Produktionsfirma FilmNation Entertainment auf dem Marché du film in Cannes angeboten. Gleichzeitig konnte so auch Ashland Hill Media für die Finanzierung gewonnen werden.
Im Zuge von Skarsgårds Verpflichtung wurde auch FKA Twigs als Eric Dravens Verlobte Shelly Webster gecastet, die im Vergleich zum Originalfilm von einer Neben- zu einer Hauptrolle umgeschrieben wurde. Die Besetzung von Danny Huston als Antagonist wurde Ende August 2022 vermeldet. In weiteren Nebenrollen sollen Isabella Wei, Sami Bouajila, Karel Dobrý, David Bowles, Tundy Smith, Laura Birn und Jordan Bolger zu sehen sein.
Die Dreharbeiten mit Kameramann Steve Annis begannen Mitte Juli 2022 unter dem Arbeitstitel Yellow Flower in Prag; der Stadt gegenüber wurde die Produktion als eine aus sechs Folgen bestehende Serie registriert. Zu den Drehorten im Stadtinneren zählten unter anderem das Viertel Josefov, die Straße Na příkopě, der Prager Hauptbahnhof, das Konzerthaus Rudolfinum und die Filmstudios Barrandov. Weitere Aufnahmen entstanden im Kulturzentrum von Most, in den tschechischen Gemeinden Mšecké Žehrovice, Vrané nad Vltavou sowie Dolní Břežany und in München. Mitte September 2022 wurden die Dreharbeiten in Prag abgeschlossen.
Die virtuelle Filmproduktion erfolgte in den neugegründeten Penzing Studios, die sich auf dem ehemaligen Penzinger Luftwaffenstützpunkt rund 50 Kilometer westlich der bayerischen Landeshauptstadt befinden. Aus diesem Grund bekam das Filmprojekt von den FilmFernsehFonds Bayern finanzielle Zuschüsse. In München erfolgte zudem ein Großteil der Postproduktion samt VFX-Arbeiten. Dazu zählte auch das digitale Hinzufügen von Rauch und Mündungsfeuern bei Schusswechseln, da alle Waffen am Filmset auf Wunsch von Regisseur Rupert Sanders nach den tödlichen Unfällen bei den Dreharbeiten des Originalfilms und des Westerns Rust durch Attrappen oder Softairmodelle ersetzt wurden. Die Filmmusik komponierte Volker Bertelmann.
Im September 2023 sicherte sich Lionsgate auf dem Toronto International Film Festival für eine achtstellige Summe die US-amerikanischen Vertriebsrechte. Erste Bilder zum Film wurden Ende Februar 2024 veröffentlicht; ein Trailer erschien am 14. März 2024. Der US-Kinostart sollte zunächst am 7. Juni 2024 erfolgen, ehe der Starttermin auf den 23. August 2024 verschoben wurde. Die Weltpremiere erfolgte drei Tage zuvor in New York City. In Deutschland kam The Crow am 12. September 2024 durch Leonine in die Kinos.

## Synchronisation
Die deutschsprachige Synchronisation entstand nach einem Dialogbuch und unter der Dialogregie von Björn Schalla bei Neue Tonfilm München.
| Rolle                  | Darsteller       | Synchronsprecher |
| ---------------------- | ---------------- | ---------------- |
| Eric Draven / The Crow | Bill Skarsgård   | Patrick Roche    |
| Shelly Webster         | FKA Twigs        | Janin Stenzel    |
| Vincent Roeg           | Danny Huston     | Hans Bayer       |
| Kronos                 | Sami Bouajila    | Bernd Vollbrecht |
| Marian                 | Laura Birn       | Irina Wrona      |
| Roman                  | Karel Dobrý      | Johann Fohl      |
| Sophia Webster         | Josette Simon    | Martina Treger   |
| Chance                 | Jordan Bolger    | Björn Schalla    |
| Zadie                  | Isabella Wei     | Moira May        |
| Wickham                | David Bowles     | Stefan Bräuler   |
| Dorm                   | Sebastian Orozco | Tim Sander       |

## Rezeption

### Altersfreigabe
In den Vereinigten Staaten erhielt The Crow von der MPA aufgrund stark blutiger Gewalt, dem Gore, der Sprache, einiger Nacktheit und dem Abbilden von Drogenkonsum ein R-Rating. In Deutschland vergab die FSK mit den Deskriptoren „Gewalt“ und „Verletzung“ eine Freigabe ab 18 Jahren.

### Kritiken
The Crow konnte 22 % der 134 bei Rotten Tomatoes gelisteten Kritiker überzeugen und erhielt dabei eine durchschnittliche Bewertung von 4,3 von 10 Punkten. Als zusammenfassendes Fazit zieht die Seite, die triste und träge Neuverfilmung habe nicht genügend Persönlichkeit oder Puls, um diese Wiederbelebung zu rechtfertigen. Bei Metacritic erhielt der Film basierend auf 31 Rezensionen einen Metascore von 30 von 100 möglichen Punkten.
Zu einem überwiegend positiven Urteil gelangt Dennis Harvey von Variety, der das Remake als beste Crow-Umsetzung seit dem Originalfilm bezeichnet. Die langsame, aber stilvolle Neuinterpretation habe ihre eigene unverwechselbare Persönlichkeit und sei dann am besten zu genießen, wenn sie nicht ständig mit Brandon Lee und seiner „Goth-Phantasmagorie“ verglichen werde. Das von Zach Baylin und Will Schneider verfasste Drehbuch nehme sich dabei bei der Adaption des Ausgangsmaterials viele Freiheiten, habe so ein langsameres Erzähltempo als die meisten modernen Blockbuster und sei in seinem Tenor weniger superheldenhaft. Stattdessen erzähle Regisseur Rupert Sanders eine kontrastreich elegante, aber dennoch verworrene Rachegeschichte, die insgesamt zwar kein Volltreffer, aber auch kein Totalausfall sei. Bemängelt wird von Harvey die dünne Figurenzeichnung, die unpassende Musikauswahl und das Nichtaufkommen richtiger Emotionen. Dennoch funktioniere der verträumte Fantasythriller, der zugleich blutig und seltsam einladend sei, für den Filmkritiker zu seinen eigenen Bedingungen.
Deutlich kritischer zeigt sich Ryan Lattanzio von IndieWire, für den es The Crow nicht schaffe, das Ausgangsmaterial in einen zeitgenössischen Kontext einzuordnen. Die Neuverfilmung könne zwar mit einer stimmungsvollen, düsteren Kulisse, der sinnlichen Chemie zwischen den beiden Hauptdarstellern Bill Skarsgård und FKA Twigs sowie Skarsgårds körperlicher Darbietung punkten. Doch der nur dünne Handlungsbogen werde immer wieder durch eine verwirrende Mythologie behindert, sodass in den zwar gut inszenierten Standardsituationen kaum Spannung aufkomme.
Enttäuschte Worte findet auch David Rooney vom Hollywood Reporter, für den dieser traurige Neustart die unzähligen „Wegwerf-Fortsetzungen“ des Originalfilms kaum übertreffe. Der Fokus von The Crow liege hier eher auf der Ästhetik statt der Erzählung, doch visuell sehe der Film wie eine Aneinanderreihung von Musikvideos aus. Mit betäubender Ineffizienz trotte das Remake so durch eine dösende Einleitung, in der immerhin die Sensationslust des Originalfilms durch den Verzicht auf die Vergewaltigungselemente gemindert werde. Dennoch könne die Neuverfilmung weder die unsterbliche Liebe der Hauptfiguren noch den von Danny Huston verkörperten Antagonisten gut etablieren; die Mythologie werde kaum erklärt. Die finale Konfrontation wirke schließlich wie ein John-Wick-Ersatz; die Kämpfe zuvor könnten für Rooney kaum das Interesse des Publikums wecken.
Ein vernichtendes Urteil fällt Benjamin Lee vom Guardian, der The Crow als „unfassbar schreckliches Remake“ bezeichnet, das in die Annalen der schlimmsten und sinnlosesten Neuverfilmungen aller Zeiten eingehen werde. Für ihn sei es verblüffend und erbärmlich, wie ungeeignet „einer der grausamsten Filme des Jahres“ für eine Veröffentlichung sei. Das „totale Desaster“ wäre unzusammenhängend und schlampig zusammengesetzt, die gezeigte Welt sei verwirrend und schwer einzuordnen und die Logik der Geschichte kaum zu verstehen. Regisseur Rupert Sanders habe den Realismus der Comicvorlage komplett verworfen, Veränderungen um der Veränderung willen vorgenommen und so von der eigentlichen Hauptfigur Eric Draven nicht mehr viel übrig gelassen. Die zentrale Romanze des Films bezeichnet Lee als „unglaubwürdig“ und die Darstellung durch Skarsgårds und FKA Twigs „leblos“.

### Einspielergebnis
Am Startwochenende visierte The Crow mit Einnahmen von nur 4,6 Millionen US-Dollar in den Vereinigten Staaten bei einem geschätzten Produktionsbudget von 50 Millionen US-Dollar zu einem Kinoflop an. Als Ursache für das schlechte Abschneiden an den Kinokassen wurde einerseits die Tatsache ausgemacht, dass die Crow-Filme als Genrewerke von vornherein vergleichsweise schlecht besucht werden, der Originalfilm The Crow – Die Krähe nur durch die Darbietung von Brandon Lee und sein tragisches Ableben einen Kultstatus erreichen konnte und frühere Fortsetzungen ebenso hinter den finanziellen Erwartungen zurückgeblieben sind. Andererseits wurde auf die schlechten Kritiker- und Publikumsstimmen verwiesen, die auf negative Mundpropaganda seit Beginn der Marketingkampagne gefolgt seien. Bereits nach der Veröffentlichung des ersten Trailers hatte sich so der Regisseur des Originalfilms Alex Proyas gegen das Reboot ausgesprochen, um das Vermächtnis von Brandon Lee zu schützen, und es als „zynischen Cash-Grab“ bezeichnet. Die weltweiten Einnahmen aus Kinovorführungen belaufen sich auf 24,0 Millionen US-Dollar, von denen The Crow allein 9,3 Millionen im nordamerikanischen Raum erwirtschaften konnte. In Deutschland verzeichnete der Film 113.452 Kinobesucher.

### Auszeichnungen
Goldene Himbeere 2025
- Nominierung als Schlechteste Neuverfilmung oder billigster Abklatsch
- Nominierung als Schlechteste Nebendarstellerin (FKA Twigs)